# Take Your Mama
«Take Your Mama» es una canción de la banda estadounidense Scissor Sisters y es la segunda pista en su álbum debut homónimo (véase 2004 en música). Fue lanzado 29 de marzo de 2004 como sencillo en el Reino Unido, alcanzando el puesto # 17 en la lista de sencillos del Reino Unido (véase 2004 en música británica). También vio un éxito considerable a nivel internacional, sobre todo en Nueva Zelanda, donde alcanzó el # 11 en la lista de sencillos de Nueva Zelanda Top 40. La canción fue incluida en la banda sonora de FIFA Football 2005. 
En Australia, la canción ocupó el puesto número 23 de los 100 más calientes de 2004 de Triple J. 
La canción fue escrita por Jason Sellards y Scott Hoffman. La letra de la canción representan las luchas de ser un joven adulto masculino gay criado en un ambiente un tanto conservador, y las dificultades de la admisión de la propia sexualidad a su madre. necesidades cita

## Posicionamiento en listas
| Listas (2004)                             | Mejor posición |
| ----------------------------------------- | -------------- |
| Reino Unido (The Official Charts Company) | 17             |
| Nueva Zelanda (Recorded Music NZ)         | 11             |